# Guerra de Independencia irlandesa
La guerra de Independencia irlandesa (en irlandés: Cogadh na Saoirse) o guerra anglo-irlandesa fue una guerra de guerrillas librada entre 1919 y 1921 entre el Ejército Republicano Irlandés (IRA, el ejército de la República de Irlanda) y las fuerzas de seguridad británicas en Irlanda. Fue una escalada del período revolucionario irlandés en la guerra.
En abril de 1916, durante la Primera Guerra Mundial, los republicanos irlandeses, con cierto apoyo del Imperio Alemán, realizaron el llamado Alzamiento de Pascua contra el dominio británico y proclamaron una República de Irlanda. Aunque el levantamiento armado fue aplastado después de una semana de combates, el aumento y la respuesta británica llevaron a un mayor apoyo popular a la independencia irlandesa. En las elecciones de diciembre de 1918, el partido republicano Sinn Féin ganó con una victoria aplastante en Irlanda. El 21 de enero de 1919 formaron un gobierno separatista (Dáil Éireann) y declararon la independencia de Gran Bretaña. Más tarde ese día, dos miembros de la fuerza de policía armada organizada por los británicos, la Royal Irish Constabulary (RIC), fueron asesinados a tiros en el condado de Tipperary por miembros del IRA que actuaban por iniciativa propia. Esto a menudo se ve como el comienzo del conflicto. Durante gran parte de 1919, la actividad del IRA consistió en capturar armas y liberar a los prisioneros republicanos. En septiembre, el gobierno británico prohibió el Dáil y al Sinn Féin, y el conflicto se intensificó. El IRA comenzó a emboscar al RIC y patrullas del ejército británico, atacando sus cuarteles y obligando a abandonar cuarteles aislados. El gobierno británico reforzó el RIC con reclutas de Gran Bretaña —los Black and Tans y Auxiliares— que se hicieron notorios por la mala disciplina y los ataques de represalia contra civiles. El conflicto como resultado a menudo se conoce como la «Guerra de Black and Tan» o simplemente la «Guerra de Tan».
Mientras que alrededor de 300 personas habían muerto en el conflicto hasta fines de 1920, hubo una escalada de violencia en noviembre. El «Bloody Sunday», 21 de noviembre de 1920, catorce agentes de inteligencia británicos fueron asesinados en Dublín por la mañana; luego, por la tarde, el RIC abrió fuego contra una multitud en un partido de fútbol gaélico en la ciudad, matando a catorce civiles e hiriendo a 65. Una semana más tarde, el IRA mató a diecisiete auxiliares en la emboscada de Kilmichael en el condado de Cork. El gobierno británico declaró la ley marcial en gran parte del sur de Irlanda. El centro de la ciudad de Cork fue incendiado por las fuerzas británicas en diciembre de 1920. La violencia siguió intensificándose en los siguientes siete meses, cuando 1000 personas fueron asesinadas y 4500 republicanos fueron internados. Gran parte de la lucha tuvo lugar en Munster (particularmente en el condado de Cork), Dublín y Belfast, que en conjunto vieron más del 75 por ciento de las muertes en el conflicto. La violencia en el Úlster, especialmente Belfast, fue notable por su carácter sectario y su gran número de víctimas civiles católicas.
Ambas partes acordaron un alto el fuego (o tregua) el 11 de julio de 1921. En mayo, Irlanda fue dividida bajo la ley británica por la Ley del Gobierno de Irlanda, que creó Irlanda del Norte. Las conversaciones posteriores al alto el fuego llevaron a la firma del Tratado anglo-irlandés el 6 de diciembre de 1921. Esto puso fin al gobierno británico en la mayor parte de Irlanda y, después de un período de transición de diez meses supervisado por un gobierno provisional, se creó el Estado Libre Irlandés como un dominio autónomo el 6 de diciembre de 1922. Irlanda del Norte permaneció dentro del Reino Unido. Después del alto el fuego, la violencia política y sectaria entre republicanos (generalmente católicos) y leales (generalmente protestantes) continuó en Irlanda del Norte durante muchos meses. En junio de 1922, el desacuerdo entre los republicanos sobre el Tratado anglo-irlandés llevó a la guerra civil irlandesa que duró once meses. El Estado Libre de Irlanda otorgó 62 868 medallas por el servicio durante la Guerra de la Independencia, de las cuales 15 224 se otorgaron a los combatientes del IRA de las Flying columns.

## Orígenes del conflicto

### Crisis de laHome Rule
Desde la década de 1880, los nacionalistas irlandeses en el Partido Parlamentario Irlandés (IPP) habían estado exigiendo la Home Rule, o autogobierno, de Gran Bretaña. Las organizaciones periféricas, como el Sinn Féin de Arthur Griffith, en cambio, defendieron alguna forma de independencia irlandesa, pero eran una pequeña minoría.
La demanda de una Home Rule fue finalmente otorgada por el gobierno británico en 1912, provocando inmediatamente una crisis prolongada dentro del Reino Unido cuando los unionistas del Úlster formaron una organización armada, los Ulster Volunteers (UVF), para resistir esta medida de devolución, al menos en el territorio que ellos pudieron controlar a su vez. Los nacionalistas formaron su propia organización paramilitar, los Voluntarios Irlandeses.
El 18 de septiembre de 1914, el Parlamento británico aprobó la Tercera Ley Autónoma con un proyecto de enmienda para la partición de Irlanda presentado por los diputados del Partido Unionista del Úlster, pero la aplicación de la Ley fue inmediatamente aplazada por la Ley de Suspensión de 1914 debido al estallido de la Primera Guerra Mundial en el mes anterior. La mayoría de los nacionalistas siguieron a sus líderes del IPP y el llamado de John Redmond para apoyar a Gran Bretaña y los esfuerzos bélicos aliados en los regimientos irlandeses del Nuevo Ejército Británico, con la intención de asegurar el comienzo del Gobierno Autónomo después de la guerra. Pero una minoría significativa de los voluntarios irlandeses se opuso a la participación de Irlanda en la guerra. El movimiento Voluntario se dividió, una mayoría se fue para formar los Voluntarios Nacionales bajo Redmond. Los Voluntarios Irlandeses restantes, bajo el mando de Eoin MacNeill, sostuvieron que mantendrían su organización hasta que se hubiera otorgado la autonomía. Dentro de este movimiento Voluntario, otra facción, liderada por la separatista Hermandad Republicana Irlandesa, comenzó a prepararse para una revuelta contra el dominio británico en Irlanda.

### Alzamiento de Pascua
El plan para la revuelta se realizó en el Alzamiento de Pascua de 1916, en el cual los Voluntarios lanzaron una insurrección cuyo objetivo era terminar con el dominio británico. Los insurgentes emitieron un documento proclamando la independencia de Irlanda en forma de república. El alzamiento, en el que murieron más de cuatrocientas personas, estuvo localizado  casi exclusivamente en Dublín y fue sofocado en una semana, pero la respuesta británica, al ejecutar a los líderes de la insurrección y arrestar a miles de activistas nacionalistas, galvanizó el apoyo al separatista Sinn Féin, el partido que los republicanos adoptaron por primera vez y luego se hizo cargo también de los seguidores de la Condesa Markievicz, la líder femenina del Alzamiento de Pascua. A estas alturas, el apoyo al esfuerzo de guerra británico estaba disminuyendo, y la opinión pública irlandesa estaba conmocionada e indignada por algunas de las acciones cometidas por las tropas británicas, en particular el asesinato de Francis Sheehy-Skeffington y la imposición de la ley marcial de tiempos de guerra.

### An Chéad Dáil

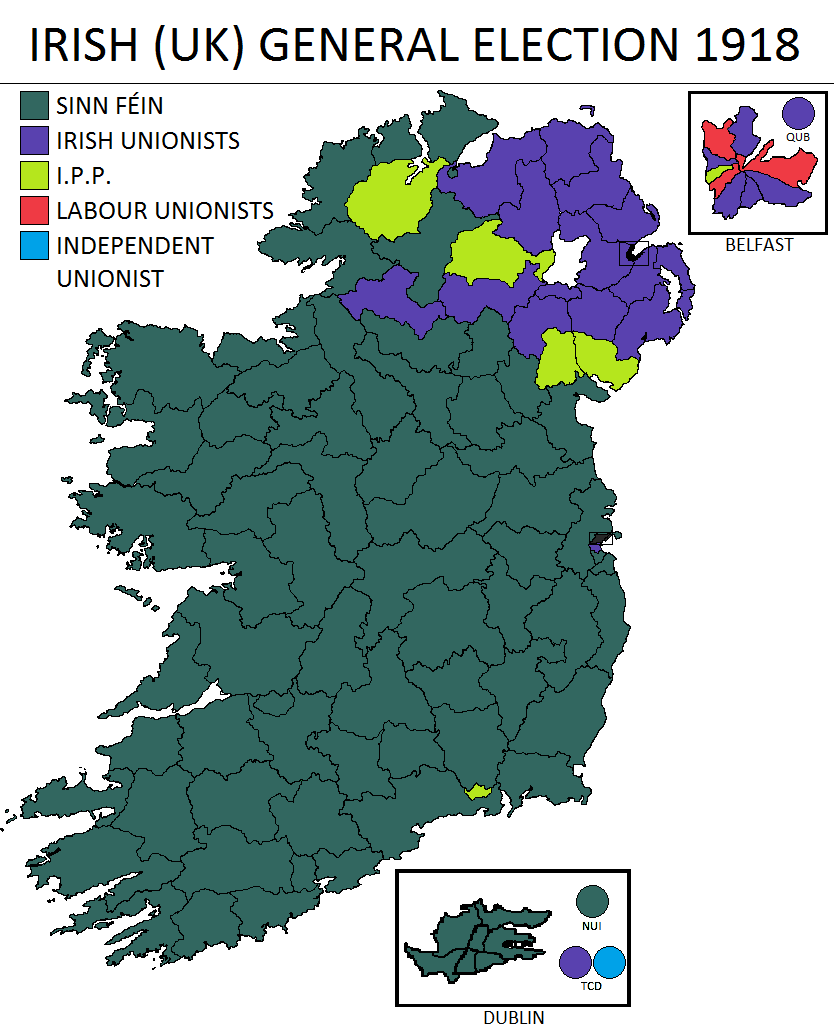
Resultado de las elecciones generales de 1918 en el Reino Unido en Irlanda.

En abril de 1918, el gabinete británico, frente a la crisis causada por la ofensiva alemana de primavera, intentó con una doble política vincular simultáneamente la promulgación de la conscripción en Irlanda con la implementación de la Home Rule, como se describe en el informe de la Convención de los irlandeses de 8 de abril de 1918. Esto alienó aún más a los nacionalistas irlandeses y produjo manifestaciones masivas durante la Crisis del Conscripto de 1918. En las elecciones generales de ese año, los votantes irlandeses mostraron su desaprobación de la política británica al dar 70% de escaños irlandeses (73 de 105) al Sinn Féin, 25 de estos no disputados. El Sinn Féin ganó el 91% de los escaños fuera del Úlster con el 46,9% de los votos emitidos, pero fue una minoría en esa región, donde los unionistas eran mayoría. El Sinn Féin se comprometió a no sentarse en el Parlamento del Reino Unido en Westminster, sino a establecer un Parlamento irlandés. Este parlamento, conocido como el Primer Dáil o An Chéad Dáil, y su ministerio, llamado Aireacht, compuesto solo por miembros del Sinn Féin, se reunieron en la Mansión el 21 de enero de 1919. El Dáil reafirmó la Proclamación de 1916 con la Declaración de Independencia de Irlanda y emitió un "Mensaje a las naciones libres del mundo", en el que se afirmaba que existía un "estado de guerra entre Irlanda e Inglaterra". Los Voluntarios irlandeses se reconstituyeron como el "Ejército republicano irlandés" o IRA. Algunos miembros de Dáil Éireann percibieron que el IRA tenía el mandato de librar una guerra contra la administración británica del Castillo de Dublín.

## Bandos

### Británico
El corazón del poder británico en Irlanda era la administración del Castillo de Dublín, a menudo conocida por los irlandeses como "el Castillo". El jefe de la administración del Castillo era el Lord Teniente, de quien era responsable un Jefe de Secretarios, conduciendo, en palabras del historiador británico Peter Cottrell, a una "administración famosa por su incompetencia e ineficacia". Irlanda se dividió en tres distritos militares. Durante el curso de la guerra, dos divisiones británicas, la 5.ª y la 6.ª, se instalaron en Irlanda con sus respectivas sedes en Curragh y Cork. En julio de 1921 había 50 000 miembros de las tropas británicas con base en Irlanda; por el contrario, había 14 000 soldados en la Gran Bretaña metropolitana. Las dos principales fuerzas de policía en Irlanda fueron la Royal Irish Constabulary (R.I.C.) y la Policía Metropolitana de Dublín. De los 17 000 policías en Irlanda, 513 fueron asesinados por el IRA entre 1919-21, mientras que 682 resultaron heridos. De los altos funcionarios de la R.I.C, el 60% eran protestantes irlandeses y el resto católicos, mientras que el 70% de la base de la R.I.C eran católicos irlandeses y el resto protestantes. El RIC fue entrenado para el trabajo policial, no la guerra, y estaba mal preparado para asumir tareas de contrainsurgencia. Hasta marzo de 1920, Londres consideraba que los disturbios en Irlanda eran principalmente un problema para la policía y no lo consideraba una guerra. El propósito del ejército era respaldar a la policía. Durante el curso de la guerra, aproximadamente una cuarta parte de Irlanda fue sometida a la ley marcial, principalmente en el Munster; en el resto del país, la autoridad británica no se consideró suficientemente amenazada como para garantizarla. Durante el curso de la guerra, los británicos crearon dos fuerzas policiales paramilitares para complementar el trabajo de la RIC, reclutadas principalmente de veteranos de la Primera Guerra Mundial, a saber, los agentes temporales (más conocidos como los «Black and Tans») y los cadetes temporales o División Auxiliar (conocida como «Auxies»).

### Republicano irlandés
El 25 de noviembre de 1913, los Voluntarios Irlandeses fueron formados por Eoin MacNeill en respuesta a la paramilitar Fuerza Voluntaria del Úlster que se había fundado a principios de año para luchar contra la Home Rule. También en 1913, el Ejército Ciudadano Irlandés fue fundado por el sindicalista y socialista James Connolly después de una serie de violentos incidentes entre sindicalistas y la policía de Dublín en el cierre de Dublín. En junio de 1914, el líder nacionalista John Redmond obligó a los Voluntarios a dar a sus candidatos una mayoría en el comité gobernante. Cuando, en septiembre de 1914, Redmond alentó a los Voluntarios a alistarse en el ejército británico, una facción liderada por Eoin MacNeill rompió con los «Redmondistas», que se hicieron conocidos como los Voluntarios Nacionales, en lugar de luchar por Gran Bretaña en la guerra. Muchos de los Voluntarios Nacionales se alistaron, y la mayoría de los hombres en la 16.ª División (irlandesa) del Ejército Británico habían servido anteriormente en los Voluntarios Nacionales. Los Voluntarios Irlandeses y el Ejército Ciudadano Irlandés realizaron el Alzamiento de Pascua contra el dominio británico en 1916, cuando se proclamó la República Irlandesa. A partir de entonces se hicieron conocidos como el Ejército Republicano Irlandés (IRA). Entre 1919 y 1921, el IRA afirmó tener una fuerza total de 70 000, pero solo alrededor de tres mil participaron activamente en la lucha contra la Corona. El IRA desconfiaba de los irlandeses que habían luchado en el ejército británico durante la Primera Guerra Mundial, pero hubo una serie de excepciones como Emmet Dalton, Tom Barry y Martin Doyle. La estructura básica del IRA era la Flying column ("columna volante"), que podía contar con entre 20 y 100 hombres. Finalmente, Michael Collins creó el "escuadrón", un hombre de armas responsable de sí mismo a quien se le asignaron deberes especiales como el asesinato de policías y presuntos informantes dentro del IRA.

## Desarrollo

### Violencia antes del conflicto
Los años transcurridos entre el Alzamiento de Pascua de 1916 y el comienzo de la Guerra de la Independencia en 1919 no fueron exangües. Thomas Ashe, uno de los líderes voluntarios encarcelados por su papel en la rebelión de 1916, murió en huelga de hambre, después de un intento de alimentación forzada en 1917. En 1918, durante los disturbios que surgieron de la campaña contra el reclutamiento, seis civiles murieron en enfrentamientos con la policía y el ejército británico, y más de mil fueron arrestados. El Día del Armisticio estuvo marcado por graves disturbios en Dublín, que dejaron más de 100 soldados británicos heridos. También hubo redadas de armas por parte de los Voluntarios, al menos un tiroteo de un policía de la Policía Real Irlandesa, la Royal Irish Constabulary (RIC) y la quema de un cuartel de los RIC en Kerry. En el Condado de Cork, cuatro rifles fueron confiscados del cuartel de Eyeries en marzo de 1918 y los hombres de los cuarteles fueron derrotados en agosto. A principios de julio de 1918, los Voluntarios tendieron una emboscada a dos hombres del RIC que habían sido apostados para detener un feis retenido en la carretera entre Ballingeary y Ballyvourney en el primer ataque armado contra el RIC desde el levantamiento de Pascua: uno recibió un disparo en el cuello y el otro fue golpeado, y se decomisaron carabinas y municiones policiales. Las patrullas en Bantry y Ballyvourney fueron duramente golpeadas en septiembre y octubre. Los ataques trajeron una presencia militar británica desde el verano de 1918, que solo sofocó brevemente la violencia y un aumento en las redadas policiales. Sin embargo, todavía no había una campaña armada coordinada contra las fuerzas británicas o RIC.

### Hostilidades iniciales
Si bien no estaba claro a comienzos de 1919 que el Dáil alguna vez tuvo la intención de obtener la independencia por medios militares, y la guerra no fue explícitamente amenazada en el manifiesto del Sinn Féin de 1918, ocurrió un incidente el 21 de enero de 1919, el mismo día que se convocó el Primer Dáil. La emboscada de Soloheadbeg, en el condado de Tipperary, fue dirigida por Seán Treacy, Séamus Robinson, Seán Hogan y Dan Breen actuando por iniciativa propia. El IRA atacó y disparó a dos oficiales de RIC, los agentes James McDonnell y Patrick O'Connell, que estaban escoltando explosivos. Breen luego recordó:

...tomamos la acción deliberadamente, después de haber pensado sobre el asunto y hablado entre nosotros. Treacy me había dicho que la única forma de comenzar una guerra era matar a alguien, y queríamos comenzar una guerra, por lo que teníamos la intención de matar a algunos de los policías a los que consideramos la principal y más importante rama de las fuerzas enemigas. La única pena que tuvimos después de la emboscada fue que solo había dos policías, en lugar de los seis que esperábamos.

Esto es ampliamente considerado como el comienzo de la Guerra de la Independencia. El gobierno británico declaró al sur de Tipperary un Área Militar Especial bajo la Ley de Defensa del Reino dos días después. La guerra no fue formalmente declarada por el Dáil hasta bien entrado el conflicto, sin embargo. El 10 de abril de 1919 le dijeron al Dáil:

Con respecto a los prisioneros republicanos, siempre debemos recordar que este país está en guerra con Inglaterra, por lo que debemos considerarlos, en cierto sentido, como bajas necesarias en la gran batalla.

En enero de 1921, dos años después de que comenzara la guerra, el Dáil debatió "si era factible aceptar formalmente el estado de guerra que se les estaba imponiendo o no", y decidió no declarar la guerra. Luego, el 11 de marzo, el presidente Dáil Éireann Éamon de Valera formalmente "aceptó" la existencia de un "estado de guerra con Inglaterra". La demora permitió un equilibrio de las realidades militares y políticas.

### Se extiende la violencia
Los voluntarios comenzaron a atacar propiedades del gobierno británico, llevaron a cabo redadas de armas y fondos, y atacaron y mataron a miembros prominentes de la administración británica. El primero fue el magistrado Residente John C. Milling, quien fue asesinado a tiros en Westport, Condado de Mayo, por haber enviado Voluntarios a prisión por asociación ilícita. Imitaron las tácticas exitosas de los rápidos ataques violentos de los bóeres. Aunque algunos líderes republicanos, notablemente Éamon de Valera, favorecieron la guerra convencional clásica para legitimar la nueva república ante los ojos del mundo, Michael Collins y el liderazgo más amplio del IRA se opusieron a estas tácticas ya que llevaron a la debacle militar de 1916. Otros, especialmente Arthur Griffith, prefirieron una campaña de desobediencia civil en lugar de lucha armada. La violencia utilizada al principio fue profundamente impopular entre los irlandeses y tomó la dura respuesta británica popularizarla entre gran parte de la población.
Durante la primera parte del conflicto, aproximadamente desde 1919 hasta mediados de 1920, hubo una cantidad relativamente limitada de violencia. Gran parte de la campaña nacionalista implicó la movilización popular y la creación de un "Estado dentro de un Estado" republicano en oposición al gobierno británico. El periodista británico Robert Lynd escribió en The Daily News en julio de 1920 que "en lo que respecta a la masa de personas, la política del día no es activa sino una política pasiva. Su política no es tanto atacar al gobierno como ignorarlo y construir un nuevo gobierno a su lado".

### El Royal Irish Constabulary (RIC) como objetivo
El objetivo principal del IRA durante todo el conflicto fue la Royal Irish Constabulary (RIC), principalmente irlandesa católica, la policía del gobierno británico en Irlanda, en las afueras de Dublín. Sus miembros y cuarteles (especialmente los más aislados) eran vulnerables y eran una fuente de armas muy necesarias. El RIC contaba con 9 700 hombres estacionados en 1 500 cuarteles en toda Irlanda.

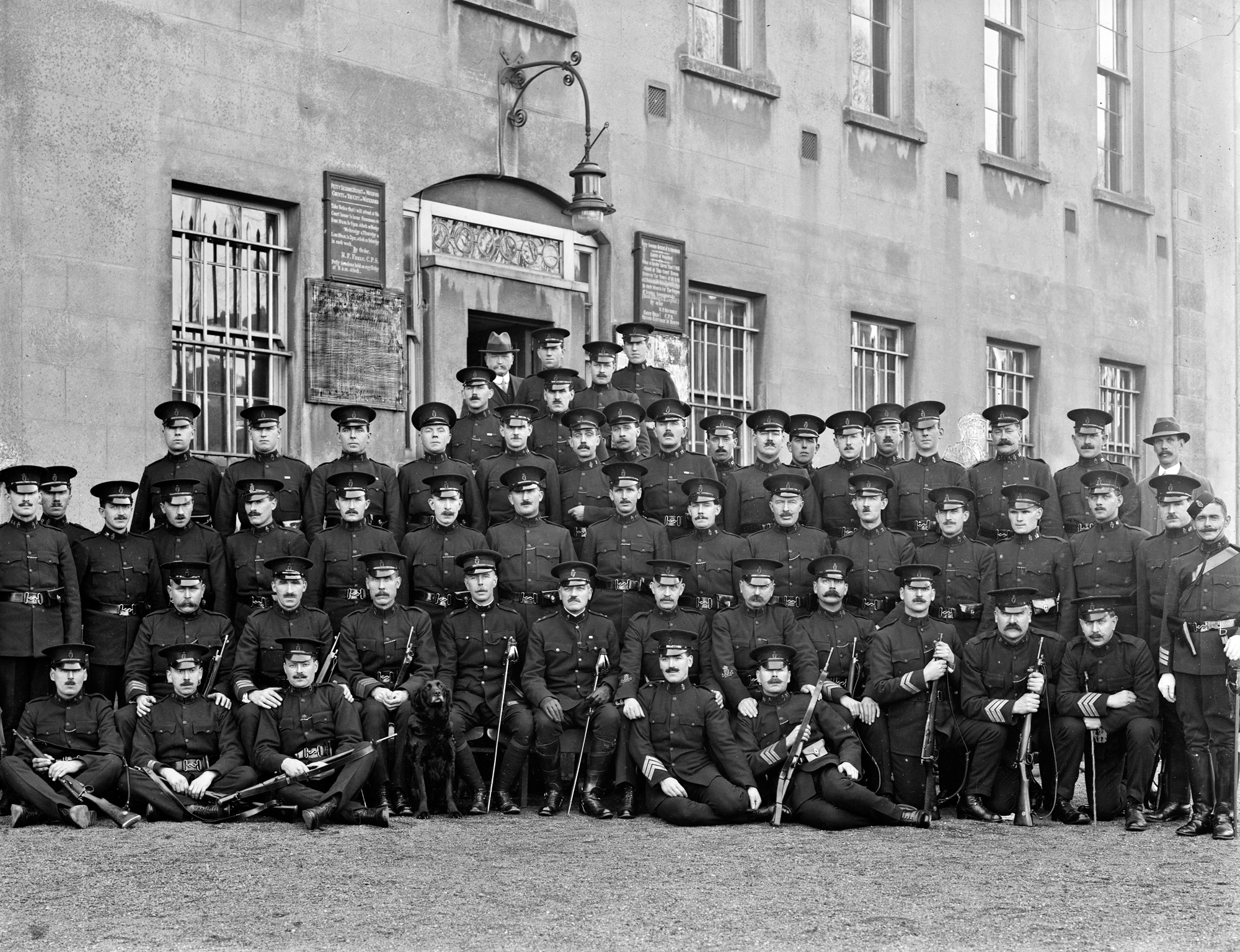
Oficiales del RIC en 1917.

El Dáil anunció el 11 de abril de 1919 una política de ostracismo contra los hombres del RIC. Esto resultó exitoso en la desmoralización de la fuerza a medida que avanzaba la guerra, mientras la gente desaprobaba a una fuerza asociada a la represión del gobierno británico. La tasa de renuncia aumentó y la contratación en Irlanda disminuyó drásticamente. A menudo, los RIC se reducían a comprar comida a punta de pistola, ya que las tiendas y otros negocios se negaban a tratar con ellos. Algunos hombres del RIC cooperaron con el IRA por miedo o simpatía, proporcionando a la organización información valiosa. En contraste con la efectividad del boicot público generalizado contra la policía, las acciones militares llevadas a cabo por el IRA contra el RIC en este momento fueron relativamente limitadas. En 1919, once hombres del RIC y cuatro detectives de la División G de la Policía Metropolitana de Dublín fueron asesinados y otros veinte miembros del RIC resultaron heridos.
Otros aspectos de la participación masiva en el conflicto incluyeron huelgas organizadas de trabajadores, en oposición a la presencia británica en Irlanda. En Limerick, en abril de 1919, el Consejo de Trabajadores y Comercios de Limerick convocó una huelga general para protestar contra la declaración de un "Área Militar Especial" en virtud de la Ley de Defensa del Reino, que abarcaba la mayor parte de la ciudad de Limerick y una parte del condado. Los permisos especiales, que emitirá el RIC, ahora se requerirían para ingresar a la ciudad. El Comité de Huelga especial del Consejo de Comercio controló la ciudad durante catorce días en un episodio que se conoce como el Soviet de Limerick.
Del mismo modo, en mayo de 1920, los estibadores de Dublín se negaron a manejar cualquier material de guerra y pronto se les unió el Sindicato General de Trabajadores y de Transporte de Irlanda (Irish Transport and General Workers' Union), que prohibió a los conductores de trenes llevar miembros de las fuerzas británicas. Los esquiroles conductores de tren fueron traídos de Inglaterra, después de que los conductores se negaran a llevar tropas británicas. La huelga obstaculizó gravemente los movimientos de las tropas británicas hasta diciembre de 1920, cuando se canceló. El gobierno británico logró poner fin a la situación, cuando amenazaron con retener las subvenciones de las compañías ferroviarias, lo que habría significado que los trabajadores ya no recibirían pagos. Los ataques del IRA también aumentaron de manera constante, y para principios de 1920, estaban atacando estaciones aisladas del RIC en áreas rurales, provocando que fueran abandonadas mientras la policía se retiraba a las ciudades más grandes.

### Colapso de la administración británica
A principios de abril de 1920, 400 cuarteles del RIC abandonados fueron quemados para evitar su uso, junto con casi cien oficinas de impuestos. El RIC se retiró de gran parte del campo, dejándolo en manos del IRA. En junio-julio de 1920, los assizes fracasaron en todo el sur y oeste de Irlanda; no se pudieron celebrar juicios por jurado porque los jurados no asistirían. El colapso del sistema judicial desmoralizó al RIC y muchos policías renunciaron o se jubilaron. La Policía Republicana Irlandesa (IRP) fue fundada entre abril y junio de 1920, bajo la autoridad de Dáil Éireann y el exjefe de Gabinete del IRA Cathal Brugha para reemplazar al RIC y hacer cumplir las sentencias de los tribunales Dáil, creada bajo la República de Irlanda. En 1920, el IRP tenía presencia en 21 de los 32 condados de Irlanda. Los tribunales de Dáil fueron en general socialmente conservadores, a pesar de sus orígenes revolucionarios, y detuvieron los intentos de algunos agricultores sin tierra de redistribuir la tierra de los terratenientes más ricos a los agricultores más pobres.
El Inland Revenue dejó de operar en la mayor parte de Irlanda. En cambio, se alentó a las personas a suscribirse al "Préstamo nacional" de Collins, creado para recaudar fondos para el joven gobierno y su ejército. Al final del año, el préstamo había alcanzado £358 000. Finalmente llegó a £380 000. Una cantidad aún mayor, por un total de más de $5 millones, fue recaudada en los Estados Unidos por irlandeses estadounidenses y enviada a Irlanda para financiar la República. Las tarifas todavía se pagaban a los consejos locales, pero nueve de once de ellos estaban controlados por el Sinn Féin, que naturalmente se negó a pasarlos al gobierno británico. A mediados de 1920, la República de Irlanda era una realidad en la vida de muchas personas, haciendo cumplir su propia ley, manteniendo sus propias fuerzas armadas y recaudando sus propios impuestos. El diario liberal británico, The Nation, escribió en agosto de 1920 que "el hecho central de la situación actual en Irlanda es que la República de Irlanda existe".
Las fuerzas británicas, al intentar reafirmar su control sobre el país, a menudo recurrieron a represalias arbitrarias contra los activistas republicanos y la población civil. Una política no oficial de represalias comenzó en septiembre de 1919 en Fermoy, condado de Cork, cuando 200 soldados británicos saquearon e incendiaron los principales negocios de la ciudad, uno de ellos —un soldado de la Infantería Ligera Shropshire del Rey, que fue la primera baja del ejército británico en la campaña— había sido asesinado en un ataque armado por el IRA local en un desfile de la iglesia el día anterior (7 de septiembre). Los emboscadores eran una unidad de la Brigada No 2 de Cork, bajo el mando de Liam Lynch, quien hirió a cuatro de los otros soldados y desarmó al resto antes de huir en sus autos. La investigación forense local se negó a devolver un veredicto de asesinato sobre el soldado y los empresarios locales que habían participado en el jurado fueron blanco de la represalia.
Arthur Griffith calculó que en los primeros 18 meses del conflicto, las fuerzas británicas llevaron a cabo 38 720 allanamientos en casas particulares, arrestaron a 4 982 sospechosos, cometieron 1 604 ataques armados, llevaron a cabo 102 tiroteos e incendios indiscriminados en pueblos y aldeas y mataron a 77 personas, incluidas mujeres y niños. En marzo de 1920, Tomás Mac Curtain, alcalde de Cork por el Sinn Féin, fue asesinado a balazos frente a su esposa en su casa, por hombres con caras ennegrecidas que fueron vistos regresando al cuartel de la policía local. El jurado en la investigación sobre su muerte devolvió el veredicto de homicidio deliberado contra David Lloyd George (el primer ministro británico) y el inspector de distrito Swanzy, entre otros. Swanzy fue rastreado y asesinado en Lisburn, Condado de Antrim. Este patrón de asesinatos y represalias se intensificó en la segunda mitad de 1920 y en 1921.

### Organización y operaciones del IRA
Michael Collins fue una fuerza impulsora detrás del movimiento de independencia. Nominalmente Ministro de Finanzas en el gobierno de la república y Director de Inteligencia del IRA, estuvo involucrado en el suministro de fondos y armas a las unidades del IRA y en la selección de los oficiales. El carisma y la capacidad organizativa de Collins galvanizaron a muchos de los que estuvieron en contacto con él. Estableció lo que demostró ser una red efectiva de espías entre los miembros simpatizantes de la División G de la Policía Metropolitana de Dublín (DMP) y otras ramas importantes de la administración británica. Los hombres-G eran una división política relativamente pequeña activa en la subversión del movimiento republicano y eran detestados por el IRA ya que a menudo se usaban para identificar voluntarios, que hubieran sido desconocidos por los soldados británicos o los posteriores Black and Tans. Collins creó el "Escuadrón", un grupo de hombres cuyo único deber era buscar y matar a "hombres-G" y otros espías y agentes británicos. El escuadrón de Collins comenzó a matar a los oficiales de inteligencia del RIC en julio de 1919. A muchos hombres-G el IRA les ofreció la oportunidad de renunciar o abandonar Irlanda. Un espía que escapó con vida fue F. Digby Hardy, que fue expuesto por Arthur Griffith antes de una reunión de "IRA", que en realidad consistía en periodistas irlandeses y extranjeros, y luego aconsejó tomar el próximo barco de Dublín.
El Jefe de Gabinete del IRA era Richard Mulcahy, que era responsable de organizar y dirigir las unidades de IRA en todo el país. En teoría, tanto Collins como Mulcahy eran responsables de Cathal Brugha, el Ministerio de Defensa del Dáil, pero, en la práctica, Brugha solo tenía un rol de supervisión, recomendaba u objetaba acciones específicas. Mucho dependía también de los líderes de IRA en áreas locales (como Liam Lynch, Tom Barry, Seán Moylan, Seán Mac Eoin y Ernie O'Malley) que organizaban la actividad guerrillera, en gran parte por iniciativa propia. Durante la mayor parte del conflicto, la actividad del IRA se concentró en Munster y Dublín, con solo unidades activas aisladas en otros lugares, como en el condado de Roscommon, en el norte del condado de Longford y en el oeste del condado de Mayo.
Mientras que la membresía en papel del IRA, transferida de los Voluntarios Irlandeses, era de más de 100 000 hombres, Michael Collins estimó que solo 15 000 estaban activos en el IRA durante el curso de la guerra, con alrededor de 3 000 en servicio activo en cualquier momento. También había organizaciones de apoyo como Cumann na mBan (el grupo de mujeres del IRA) y Fianna Éireann (movimiento juvenil), que portaban armas e inteligencia para los hombres del IRA y les aseguraban comida y alojamiento. El IRA se benefició de la amplia ayuda que les brindó la población irlandesa general, que generalmente se rehusaba a pasar información al RIC y al ejército británico y que a menudo proporcionaba "casas seguras" y provisiones a las unidades del IRA "en marcha". Gran parte de la popularidad del IRA surgió de la reacción excesiva de las fuerzas británicas a la actividad de IRA. Cuando Éamon de Valera regresó de los Estados Unidos, exigió en el Dáil que el IRA desistiera de las emboscadas y los asesinatos, que permitían a los británicos presentarlo como un grupo terrorista y enfrentarse a las fuerzas británicas con métodos militares convencionales. La propuesta fue inmediatamente descartada.

### Ley marcial
Los británicos aumentaron el uso de la fuerza; reacios a desplegar el ejército británico regular en el país en mayor número, establecieron dos unidades de la policía paramilitar para ayudar al RIC. Los Black and Tans eran siete mil soldados, principalmente ex británicos desmovilizados después de la Primera Guerra Mundial. Desplegados a Irlanda en marzo de 1920, la mayoría provenían de ciudades inglesas y escocesas. Si bien oficialmente formaban parte del RIC, en realidad eran una fuerza paramilitar. Después de su despliegue en marzo de 1920, ganaron rápidamente una reputación de embriaguez y mala disciplina, que hizo más daño a la autoridad moral del gobierno británico en Irlanda que cualquier otro grupo. En respuesta a las acciones del IRA, en el verano de 1920, los Tans quemaron y saquearon numerosas pequeñas ciudades en toda Irlanda, incluyendo Balbriggan, Trim, Templemore y otros.
En julio de 1920, otro cuerpo de policía cuasi-militar, los Auxiliares, compuesto por 2 215 ex oficiales del ejército británico, llegaron a Irlanda. La División Auxiliar tenía una reputación tan mala como la de los Tans por maltratar a la población civil, pero tendía a ser más efectiva y más dispuesta a encargarse del IRA. La política de represalias, que involucró la denuncia pública o la negación y la aprobación privada, fue satirizada por Lord Hugh Cecil cuando dijo: "Parece estar de acuerdo en que no existen represalias, pero están teniendo un buen efecto".
El 9 de agosto de 1920, el Parlamento británico aprobó la Ley de Restauración del Orden en Irlanda. Reemplazó el juicio por jurado mediante cortes marciales por reglamento para aquellas áreas donde la actividad IRA era frecuente. El 10 de diciembre de 1920, se proclamó la ley marcial en los condados de Cork, Kerry, Limerick y Tipperary en Munster; en enero de 1921 la ley marcial se extendió al resto de Munster en los condados de Clare y Waterford, así como a los condados de Kilkenny y Wexford en Leinster. También suspendió todos los tribunales forenses debido a la gran cantidad de órdenes de arresto contra miembros de las fuerzas británicas y las reemplazó por "tribunales militares de investigación". Los poderes de los tribunales militares marciales se ampliaron para abarcar a toda la población y estaban facultados para utilizar la pena de muerte y el internamiento sin juicio; los pagos del gobierno a los gobiernos locales en manos del Sinn Féin fueron suspendidos. Este acto ha sido interpretado por los historiadores como una elección del primer ministro David Lloyd George para sofocar la rebelión en Irlanda en lugar de negociar con los líderes republicanos. Como resultado, la violencia se intensificó constantemente desde ese verano y bruscamente después de noviembre de 1920 hasta julio de 1921 (fue en este período que estalló un motín a gran escala entre los Connaught Rangers, estacionados en la India. Dos fueron asesinados mientras trataban de asaltar una armería y uno fue ejecutado más tarde).

### Escalada de violencia: octubre-diciembre de 1920
Una serie de eventos dramáticos intensificó el conflicto a fines de 1920. Primero, el alcalde de Cork, Terence MacSwiney, murió en huelga de hambre en la prisión de Brixton en Londres en octubre, mientras que otros dos prisioneros del IRA en huelga de hambre, Joe Murphy y Michael Fitzgerald, murieron en la cárcel de Cork.

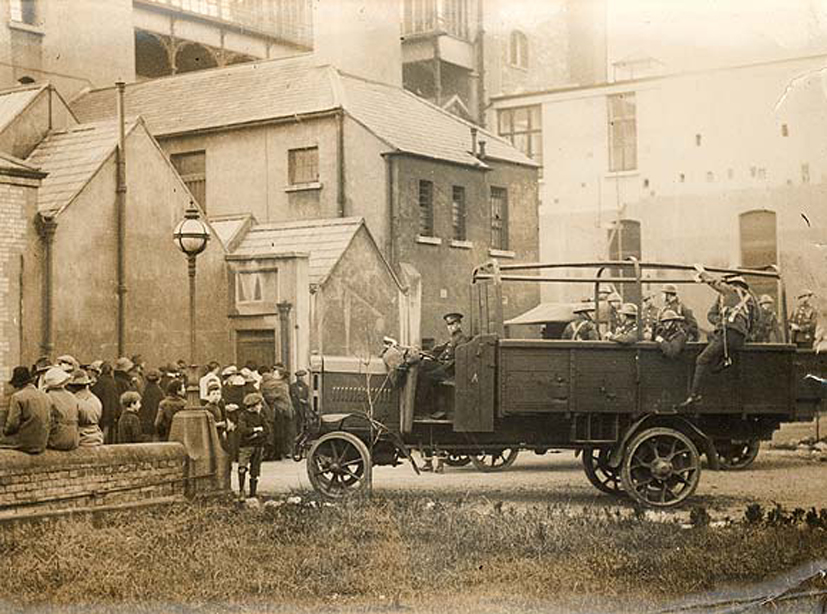
Soldados británicos y familiares de las víctimas fuera del Hospital Jervis Street durante la investigación militar sobre los tiroteos del Bloody Sunday en Croke Park.

Luego, el 21 de noviembre de 1920, hubo un día de dramático derramamiento de sangre en Dublín. A primera hora de la mañana, el escuadrón de Collins intentó eliminar a los principales agentes de inteligencia británicos en la capital. El Escuadrón disparó a 19 personas, matando a 14 e hiriendo a cinco, entre oficiales del ejército británico,  de la  policía y civiles. Entre los muertos figuraban también miembros de la banda de El Cairo y un oficial de la corte marcial, y fueron asesinados en diferentes lugares alrededor de Dublín.
En respuesta, los hombres del RIC se dirigieron en camiones al estadio Croke Park durante un partido de fútbol, y dispararon contra la multitud. Catorce civiles murieron, incluido uno de los jugadores, Michael Hogan, y otras 65 personas resultaron heridas. Más tarde, ese mismo día, dos prisioneros republicanos, Dick McKee, Peadar Clancy y un amigo no asociado, Conor Clune que había sido arrestado con ellos, fueron asesinados en el Castillo de Dublín. La versión oficial era que los tres hombres fueron fusilados "mientras intentaban escapar", lo que fue rechazado por los nacionalistas irlandeses, que estaban seguros de que los hombres habían sido torturados y luego asesinados. Este día se conoció como Bloody Sunday o «domingo sangriento».
El 28 de noviembre de 1920, solo una semana después del Bloody Sunday en Dublín, la unidad del IRA en el oeste de Cork, bajo Tom Barry, emboscó a una patrulla de auxiliares en Kilmichael en el condado de Cork, matando a todos menos a uno de sus 18 miembros.
Estas acciones marcaron una escalada significativa del conflicto. En respuesta, los condados de Cork, Kerry, Limerick y Tipperary, todos en la provincia de Munster, fueron sometidos a la ley marcial el 10 de diciembre bajo la Ley de Restauración del Orden en Irlanda; esto fue seguido el 5 de enero en el resto de Munster y en los condados Kilkenny y Wexford en la provincia de Leinster. Poco después, en enero de 1921, las "represalias oficiales" fueron sancionadas por los británicos y comenzaron con la quema de siete casas en Cork.
El 11 de diciembre, los Black and Tans quemaron el centro de Cork y luego dispararon contra los bomberos que trataban de atacar las llamas, en represalia por una emboscada del IRA en la ciudad el 11 de diciembre de 1920, que mató a once auxiliares e hirieron a once. Los intentos de una tregua en diciembre de 1920 fueron frustrados por Hamar Greenwood, quien insistió en la rendición de armas del IRA primero.

### Apogeo de violencia
Durante los siguientes ocho meses hasta la Tregua de julio de 1921, hubo una espiral de muertos en el conflicto, con mil personas incluyendo la policía del RIC, ejército, voluntarios de IRA y civiles, siendo asesinados en los meses entre enero y julio de 1921 solamente. Esto representa aproximadamente el 70% de las bajas totales durante todo el conflicto de tres años. Además, 4 500 miembros del IRA (o supuestos simpatizantes) fueron encarcelados en este momento. En medio de esta violencia, el Dáil declaró formalmente la guerra a Gran Bretaña en marzo de 1921.

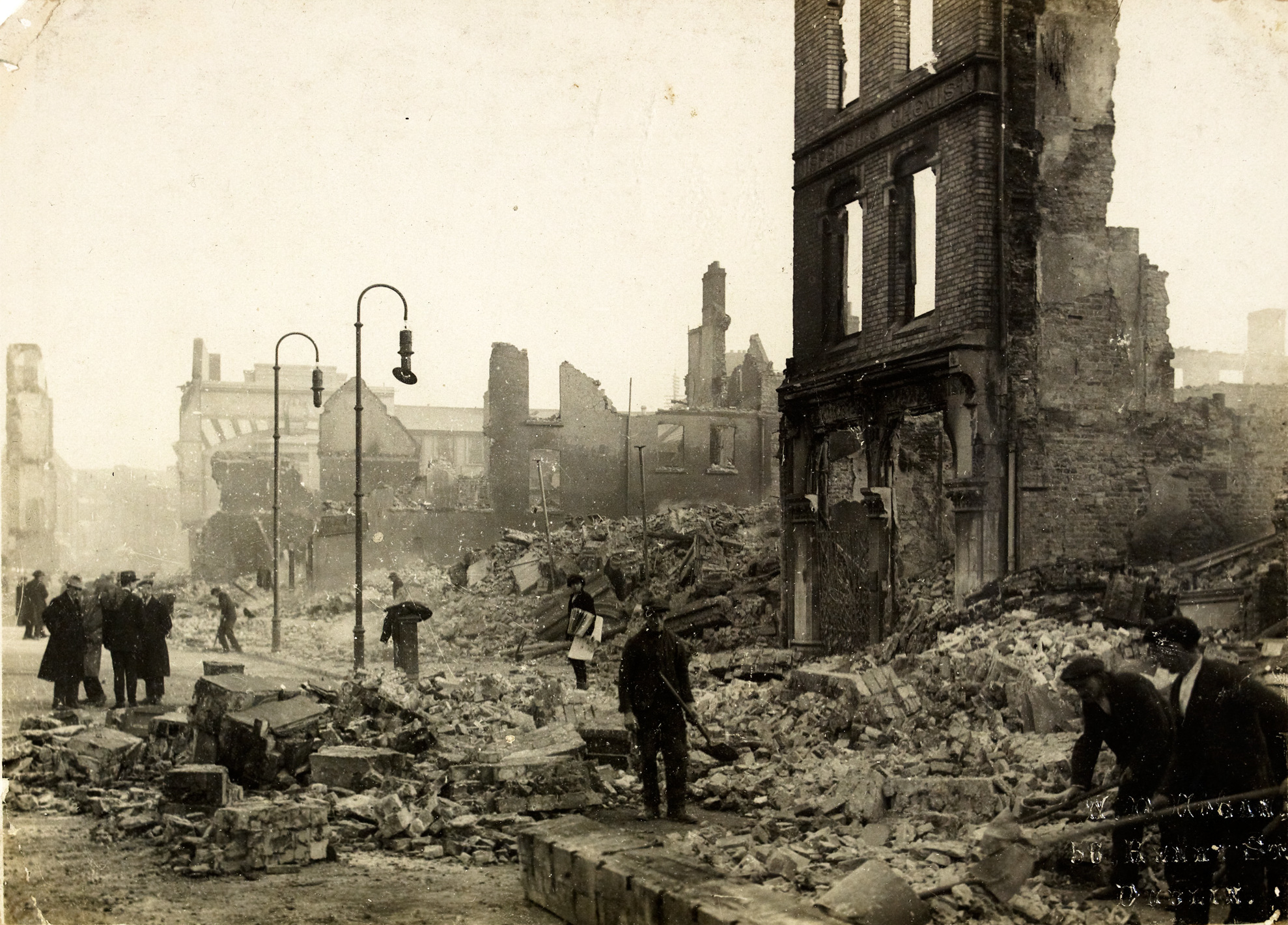
Fotografía tomada tras la quema de Cork por fuerzas británicas.

Entre el 1 de noviembre de 1920 y el 7 de junio de 1921, los británicos ejecutaron a veinticuatro hombres. El primer voluntario del IRA en ser ejecutado fue Kevin Barry, uno de «los Diez Olvidados» que fueron enterrados en tumbas sin nombre en terreno no consagrado dentro de la prisión de Mountjoy hasta el 2001. El 1 de febrero, tuvo lugar la primera ejecución bajo la ley marcial de un hombre del IRA. Cornelius Murphy de Millstreet, Cork recibió un disparo en la ciudad de Cork. El 28 de febrero, se ejecutaron otros seis, nuevamente en Cork.
El 19 de marzo de 1921, la unidad de West Cork del IRA de 100 miembros de Tom Barry luchó contra una acción a gran escala contra 1 200 soldados británicos: la emboscada de Crossbarry. Los hombres de Barry evitaron por poco ser atrapados por las columnas británicas convergentes e infligieron entre diez y treinta muertos en el lado británico. Solo dos días después, el 21 de marzo, el IRA de Kerry atacó un tren en el cruce de Headford cerca de Killarney. Veinte soldados británicos murieron o resultaron heridos, así como dos hombres del IRA y tres civiles. La mayoría de las acciones en la guerra fueron en menor escala que esto, pero el IRA tuvo otras victorias importantes en emboscadas, por ejemplo en Millstreet en Cork y en Scramogue en Roscommon, también en marzo de 1921 y en Tourmakeady y Carowkennedy en el condado de Mayo entre mayo y junio. Igualmente comunes, sin embargo, fueron las emboscadas fallidas, la peor de las cuales, por ejemplo en Upton y Clonmult en Cork en febrero de 1921, vio a tres y doce hombres del IRA muertos respectivamente y más capturados. El IRA de Mayo sufrió un revés comparable en Kilmeena, mientras que la columna voladora de Leitrim casi fue aniquilada en Selton Hill. Los temores a los informantes después de tales emboscadas fallidas a menudo llevaron a una oleada de tiroteos del IRA de informantes, reales e imaginarios.

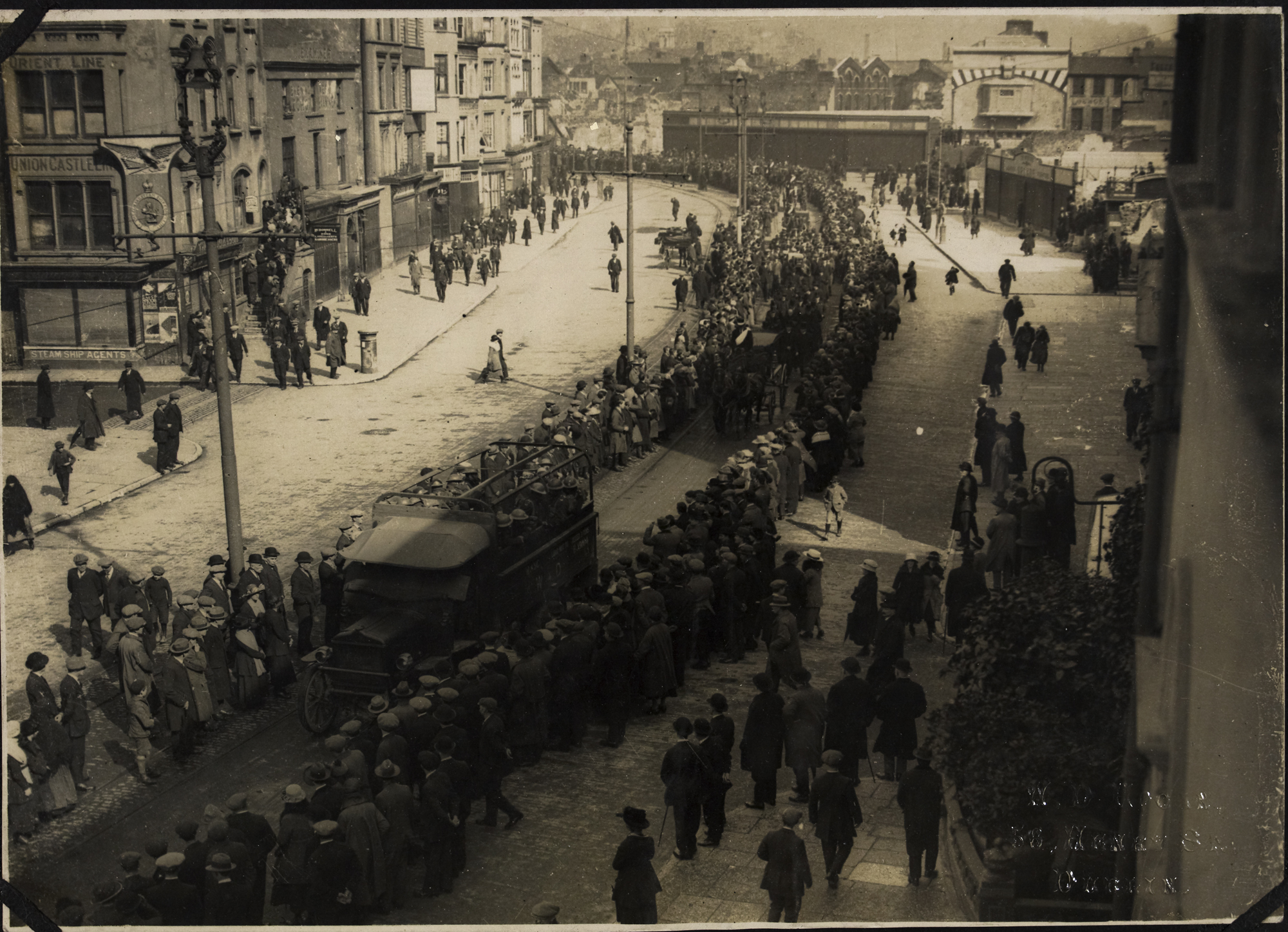
Funeral en Cork, 1921.

La mayor pérdida individual para el IRA, sin embargo, llegó en Dublín. El 25 de mayo de 1921, varios cientos de hombres del IRA de la Brigada de Dublín ocuparon y quemaron la Custom House (el centro del gobierno local en Irlanda) en el centro de Dublín. Simbólicamente, esto tenía la intención de mostrar que el dominio británico en Irlanda era insostenible. Sin embargo, desde el punto de vista militar, fue una catástrofe en la que cinco hombres del IRA fueron asesinados y más de ochenta fueron capturados. Esto demostró que el IRA no estaba lo suficientemente bien equipado o entrenado para enfrentarse a las fuerzas británicas de manera convencional. Sin embargo, como solía decirse, no paralizó el IRA en Dublín. La Brigada de Dublín llevó a cabo 107 ataques en la ciudad en mayo y 93 en junio, mostrando un descenso en la actividad, pero no dramático. Sin embargo, en julio de 1921, la mayoría de las unidades de IRA carecían crónicamente de armas y municiones, con más de tres mil presos internados. Además, a pesar de su efectividad en la guerra de guerrillas, como Richard Mulcahy recordó, "hasta el momento no habían podido expulsar al enemigo de un cuartel de policía lo bastante bueno".
Aun así, muchos historiadores militares han llegado a la conclusión de que el IRA luchó en una guerra de guerrillas de gran éxito y letal, lo que obligó al gobierno británico a concluir que el IRA no podía ser derrotado militarmente. El fracaso de los esfuerzos británicos para sofocar a la guerrilla fue ilustrado por los eventos de "Black Whitsun" los días 13-15 de mayo de 1921. Las elecciones generales para el Parlamento de Irlanda del Sur se llevaron a cabo el 13 de mayo. Sinn Féin ganó 124 de los 128 escaños del nuevo parlamento sin oposición, pero sus miembros electos rehusaron a tomar sus asientos. Según los términos de la Ley del Gobierno de Irlanda de 1920, el Parlamento de Irlanda del Sur se disolvió, y la autoridad ejecutiva y legislativa sobre Irlanda del Sur se transfirió efectivamente al Lord Lieutenant (asistido por los designados por la Corona). Durante los siguientes dos días (14-15 de mayo), el IRA mató a quince policías. Estos eventos marcaron el completo fracaso de la política irlandesa del Gobierno de Coalición Británica, tanto el hecho de no hacer cumplir un acuerdo sin negociar con el Sinn Féin como la imposibilidad de derrotar al IRA.
En el momento de la tregua, sin embargo, muchos líderes republicanos, incluido Michael Collins, estaban convencidos de que si la guerra duraba mucho más, existía la posibilidad de que la campaña del IRA, tal como estaba organizada, pudiera paralizarse. Debido a esto, se elaboraron planes para "llevar la guerra a Inglaterra". El IRA llevó la campaña a las calles de Glasgow. Se decidió que los objetivos económicos clave, como los muelles de Liverpool, serían bombardeados. Las unidades encargadas de estas misiones evadirían más fácilmente la captura porque Inglaterra no estaba bajo ley marcial, y era poco probable que la opinión pública británica lo aceptara. Estos planes fueron abandonados debido a la tregua.

## Tregua: julio-diciembre de 1921
La guerra de independencia en Irlanda terminó con una tregua el 11 de julio de 1921. El conflicto había llegado a un punto muerto. Las conversaciones que parecían prometedoras el año anterior se habían acabado en diciembre cuando David Lloyd George insistió en que el IRA entregase primero sus armas. Las nuevas conversaciones, después de que el primer ministro hubiera sido presionado por Herbert Henry Asquith y la oposición liberal, el Partido Laborista y el Congreso de Sindicatos, se reanudaron en la primavera y dieron lugar a la tregua. Desde el punto de vista del gobierno británico, parecía como si la campaña de guerrilla del IRA continuara indefinidamente, con costos crecientes en bajas británicas y en dinero. Más importante aún, el gobierno británico enfrentaba severas críticas internas y externas por las acciones de las fuerzas británicas en Irlanda. El 6 de junio de 1921, los británicos hicieron su primer gesto conciliatorio, cancelando la política de quemas de casas como represalia. Por otro lado, los líderes del IRA y, en particular, Michael Collins, consideraron que el IRA, tal como estaba organizado, no podía continuar indefinidamente. Se había visto muy afectado por el despliegue de soldados británicos más regulares a Irlanda y por la falta de armas y municiones.

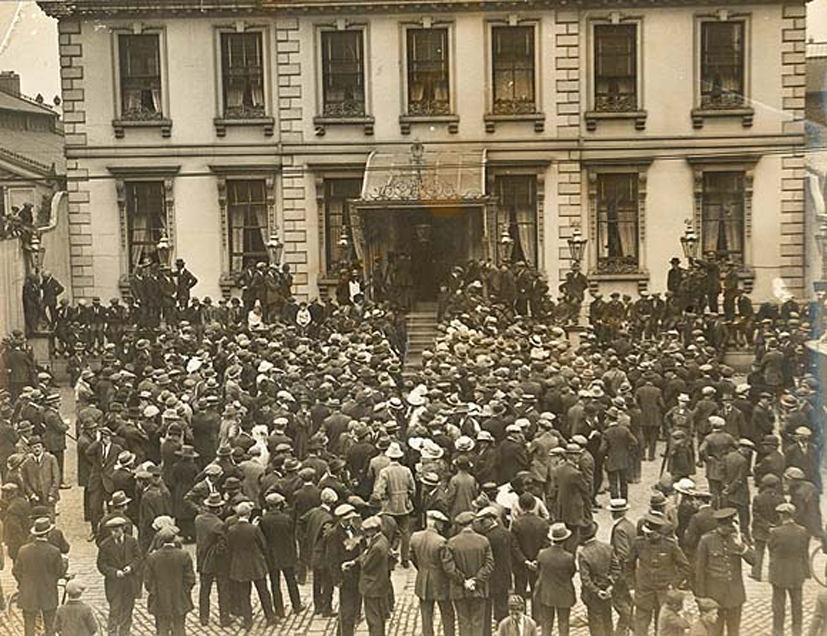
Una multitud se reúne en Mansion House en Dublín en los días previos a la tregua.

El avance inicial que condujo a la tregua se atribuyó a tres personas: el rey Jorge V, el primer ministro de Sudáfrica el general Jan Smuts, y el primer ministro del Reino Unido, David Lloyd George. El rey, que había mostrado su descontento por el comportamiento de los Black and Tans en Irlanda, bien conocido por su gobierno, no estaba satisfecho con el discurso oficial preparado para él para la apertura del nuevo Parlamento de Irlanda del Norte, creado como resultado de la partición de Irlanda. Smuts, un amigo cercano del Rey, le sugirió que se aproveche la oportunidad para hacer una apelación para la conciliación en Irlanda. El Rey le pidió que redactara sus ideas en papel. Smuts preparó este borrador y le dio copias al Rey y a Lloyd George. Lloyd George luego invitó a Smuts a asistir a una reunión de gabinete británico sobre las "interesantes" propuestas que había recibido Lloyd George, sin que ninguno de los dos informara al gabinete de que Smuts había sido su autor. Ante la aprobación de ellos por parte de Smuts, el rey y el primer ministro, los ministros aceptaron a regañadientes el discurso del rey sobre la "reconciliación en Irlanda".
El discurso, pronunciado en Belfast el 22 de junio, fue universalmente bien recibido. Pidió a "todos los irlandeses que hagan una pausa, que extiendan la mano de la tolerancia y la conciliación, perdonen y olviden, y se unan para hacer de la tierra que aman una nueva era de paz, satisfacción y buena voluntad".
El 24 de junio de 1921, el gabinete del gobierno de la Coalición Británica decidió proponer conversaciones con el líder del Sinn Féin. Los liberales y unionistas de la Coalición acordaron que una oferta de negociar fortalecería la posición del Gobierno si el Sinn Féin se negaba. Austen Chamberlain, el nuevo líder del Partido Unionista, dijo que "el discurso del Rey debe ser seguido como un último intento de paz antes de cumplir con la ley marcial". Aprovechando el impulso, Lloyd George escribió a Éamon de Valera como "el líder elegido de la gran mayoría en el sur de Irlanda" el 24 de junio, sugiriendo una conferencia. Sinn Féin respondió aceptando las conversaciones. De Valera y Lloyd George finalmente acordaron una tregua que pretendía poner fin a la lucha y sentar las bases para negociaciones detalladas. Sus términos se firmaron el 9 de julio y entraron en vigor el 11 de julio. Las negociaciones sobre un acuerdo, sin embargo, se retrasaron durante algunos meses ya que el gobierno británico insistió en que el IRA primero desmantelara sus armas, pero esta demanda finalmente se abandonó. Se acordó que las tropas británicas permanecerían confinadas en sus cuarteles.
La mayoría de los oficiales de IRA en el terreno interpretaron la tregua solo como un respiro temporal y continuaron reclutando y entrenando voluntarios. Tampoco los ataques contra el RIC o el ejército británico cesaron por completo. Entre diciembre de 1921 y febrero del año siguiente, hubo 80 ataques registrados por el IRA en el RIC que pronto se disolvería, dejando 12 muertos. El 18 de febrero de 1922, la unidad de IRA de Ernie O'Malley irrumpió en el cuartel del RIC en Clonmel, tomó prisioneros a 40 policías y confiscó más de 600 armas y miles de municiones. En abril de 1922, en los homicidios de Dunmanway, un partido de IRA en Cork asesinó a 10 presuntos informantes protestantes locales en represalia por el asesinato de uno de sus hombres. Los asesinados fueron nombrados en archivos británicos capturados como informantes antes de que la tregua se firmara en julio pasado. Más de 100 familias protestantes huyeron del área después de los asesinatos.
La continua resistencia de muchos líderes del IRA fue uno de los principales factores en el estallido de la guerra civil irlandesa, ya que se negaron a aceptar el Tratado anglo-irlandés que Michael Collins y Arthur Griffith habían negociado con los británicos.